# Eklundshovsboplatsen
Eklundshovsboplatsen är en boplats från stenåldern belägen i södra Tullinge inom Botkyrka kommun.
Den är till stor del undersökt i samband med byggandet av järnvägen Grödingebanan på 1990-talet. På platsen påträffades lämningar från perioden mellanmesolitikum, bland annat bestående av avfall från tillverkning av grönstensyxor. Totalt påträffades närmare 20 kilo sådana avslag. Det tycks som om boplatsen varit uppdelad i två delar, en del där yxproduktion främst verkar ha varit utmärkande för ytan och en del med anläggningar, slagen kvarts och mikrospån i flinta. De bägge delytorna var belägna cirka 100 meter ifrån varandra, med få fynd däremellan. Nyligen har en liknande boplats, med samma uppdelning påträffats i Södermanland, vid Ändebol i Stora Malm socken i Katrineholm.